# Joaquín de la Torre

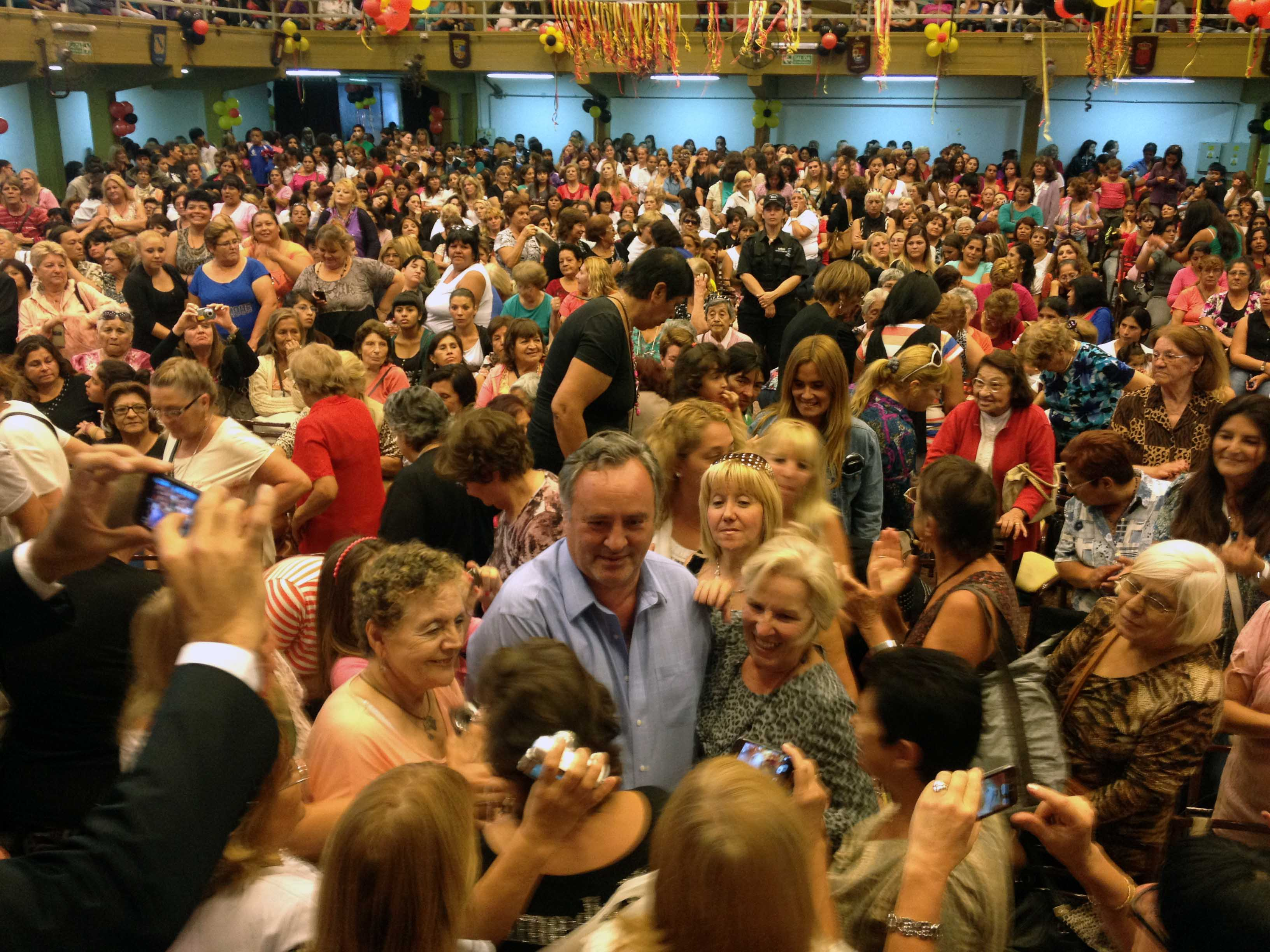
Joaquín de la Torre en la celebración del Día del Abuelo en la Unión Obrera Metalúrgica de San Miguel (15/10/2013)

Joaquín de la Torre (14 de marzo de 1962 en San Miguel, Provincia de Buenos Aires) es un abogado y político argentino. Es senador provincial por la Provincia de Buenos Aires. Fue intendente del partido bonaerense de San Miguel y Ministro de Producción y de Gobierno durante el mandato de María Eugenia Vidal en la Provincia de Buenos Aires. 
Está casado y tiene seis hijos. Fue entrenador de la primera división del Club Regatas de Bella Vista y es hincha del Club Atlético San Lorenzo de Almagro.

## Biografía

### Primeros años
Joaquín de la Torre nació el 14 de marzo de 1962. Hijo de Ricardo de la Torre y Gilda Mucci, es el mayor de siete hermanos. Desde pequeño vivió en Bella Vista, que formaba parte del Partido de General Sarmiento, del que luego surgiría San Miguel.[cita requerida] Cursó sus estudios primarios hasta quinto grado en el Colegio Almafuerte. Completó sus estudios secundarios en el Colegio Don Jaime.
Fue entrenador de la primera división del Club Regatas de Bella Vista y es hincha del Club Atlético San Lorenzo de Almagro.
Tiene seis hijos: Rosario, Teodelina, Jacinta, José, Catalina y Juana.

### Formación y profesión
En 1987 entró como encargado suplente en un Registro del Automotor de San Miguel.

## La política
Su padre fue miembro de la Democracia Cristiana a fines de los  años 50 y en 1969 fundó el Partido Renovador.
En 1995, con 33 años, se presentó como candidato a concejal en las internas del Partido Justicialista, [cita requerida]siendo éste su primer paso en el mundo de la política. 
Su primer cargo público llegó en diciembre de 1999, cuando fue nombrado como asesor en el Senado de Felipe Solá, por aquel entonces vicegobernador y, en consecuencia, presidente del Senado Provincial. 
En 2002 asumió como director suplente del CEAMSE. Dos años más tarde dejó el cargo debido a las múltiples diferencias que había con los directores titulares de la entidad.

### Carrera por la intendencia de San Miguel
El 30 de marzo de 2003 ganó la interna del PJ como precandidato a Intendente de San Miguel. Sin embargo perdió las elecciones contra Oscar Zilocchi. Entre 2003 y 2007 fue Congresal del PJ Nacional, durante dos períodos consecutivos.
En 2007 se presentó de nuevo como candidato a Intendente por el Partido de la Victoria, ganó las elecciones con el 28,11%. Así el 10 de diciembre de 2007 asumió el cargo de Jefe Comunal de San Miguel. En 2011 se enfrentó con el ex carapintada Aldo Rico y ganó la elección con el 53,59%. Resultó reelecto y en 2015 le ganó las elecciones a Franco La Porta.

### El Frente Renovador
Perteneció al FpV hasta 2013, cuando un grupo de intendentes liderados por Sergio Massa -el denominado grupo de los 8- decidió formar el Frente Renovador. Allí, Joaquín de la Torre empezó a mostrarse como uno de los principales armadores y consejeros de Sergio Massa.
Esta liga de intendentes logró en las elecciones de medio término en 2013, ganar en la Provincia de Buenos Aires con el 43% de los votos, a más de 13 puntos de distancia respecto de Martín Insaurralde, candidato del oficialismo. Tuvo un papel fundamental en la conformación del armado político del proyecto presidencial de Sergio Massa tanto en la Provincia de Buenos Aires como a nivel nacional.
Durante esa gestión llevó a cabo obras como la repavimentación y ensanchamiento de la Ruta 8, lamodernización el Paseo de Compras San Miguel, y la construcción de 7 jardines de infantes.

## Juntos
En 2021 se presentó como precandidato de Juntos como primer senador provincial por la Primera Sección electoral. Iba en la lista de Facundo Manes que perdió la interna provincial contra Diego Santilli.
La lista ganadora de la interna de Juntos era la encabeza por el ex titular del IPS, Christian Gribaudo, quien responde al intendente Jorge Macri y a Diego Santilli. Lo acompañaba la senadora Daniela Reich, esposa del Intendente de Tres de Febrero, Diego Valenzuela. El tercero era el ex intendente de Morón, Ramiro Tagliaferro. Con esa lista ganadora debía mecharse la lista de Manes, encabezada por de la Torre.

### Senador Provincial (2021-actualidad)
El 10 de diciembre de 2021 asumió como senador provincial de la provincia de Buenos Aires y fue designado como vicepresidente segundo de la Cámara de Senadores.
El 24 de noviembre de 2022 el senador provincial, de la Torre lanzó su precandidatura a gobernador de Buenos Aires junto a la precandidata presidencial, Patricia Bullrich. A pesar de que pertenece a Encuentro Republicano Federal que lidera Miguel Ángel Pichetto, de la Torre tejió una fuerte amistad con el ala dura del PRO.